# Coppa dell'Imperatore 2015 (pallavolo)
La Coppa dell'Imperatore 2015 si è svolta dal 18 al 27 dicembre 2015: al torneo hanno partecipato 24 squadre di club giapponesi e la vittoria finale è andata per la prima volta al Toyoda Trefuerza.

## Regolamento
La competizione prevede che vi prendano parte 24 squadre, che si affrontano in gara secca per tutto il corso del torneo, dal primo turno alla finale. I club provenienti dalla V.Premier League scendono in campo solo da secondo turno.

## Partecipanti
| - Chukyo Daigaku - Chūō Daigaku - Daido Steel Red Star - Ehime Daigaku - FC Tokyo - Fukushima Daigaku - Fukuyama Heisei Daigaku - Higashi Fukuoka Jikyōkan | - Hyogo Delfino - JT Thunders - JTEKT Stings - Kawasaki Red Spirits - Kinki Daigaku - Matsumoto Kokusai - Oita Weisse Adler - Osaka Furitsu Otsuka | - Panasonic Panthers - Sakai Blazers - Suntory Sunbirds - Tōkai Daigaku - Tōkai Sapporo Daigaku - Toray Arrows - Toyoda Trefuerza - Waseda Daigaku |

## Torneo

### Primo turno
| 18 dicembre 2015 Tokyo Metropolitan Gymnasium, Tokyo Durata: ? - Spettatori: ? | Fukushima Daigaku     | 0 - 3 | Kawasaki Red Spirits     | 10-25, 15-25, 21-25               |
| 18 dicembre 2015 Tokyo Metropolitan Gymnasium, Tokyo Durata: ? - Spettatori: ? | Osaka Furitsu Otsuka  | 2 - 3 | Ehime Daigaku            | 24-26, 25-18, 15-25, 25-15, 13-15 |
| 18 dicembre 2015 Tokyo Metropolitan Gymnasium, Tokyo Durata: ? - Spettatori: ? | Tōkai Daigaku         | 3 - 0 | Matsumoto Kokusai        | 25-14, 25-21, 25-23               |
| 18 dicembre 2015 Tokyo Metropolitan Gymnasium, Tokyo Durata: ? - Spettatori: ? | Chukyo Daigaku        | 1 - 3 | Oita Weisse Adler        | 23-25, 21-25, 25-22, 23-25        |
| 18 dicembre 2015 Tokyo Metropolitan Gymnasium, Tokyo Durata: ? - Spettatori: ? | Waseda Daigaku        | 3 - 0 | Kinki Daigaku            | 25-22, 25-20, 25-21               |
| 18 dicembre 2015 Tokyo Metropolitan Gymnasium, Tokyo Durata: ? - Spettatori: ? | Daido Steel Red Star  | 1 - 3 | Fukuyama Heisei Daigaku  | 25-27, 18-25, 25-21, 21-25        |
| 18 dicembre 2015 Tokyo Metropolitan Gymnasium, Tokyo Durata: ? - Spettatori: ? | Tōkai Sapporo Daigaku | 0 - 3 | Higashi Fukuoka Jikyōkan | 20-25, 19-25, 19-25               |
| 18 dicembre 2015 Tokyo Metropolitan Gymnasium, Tokyo Durata: ? - Spettatori: ? | Chūō Daigaku          | 3 - 0 | Hyogo Delfino            | 26-24, 25-22, 25-11               |

### Secondo turno
| 19 dicembre 2015 Tokyo Metropolitan Gymnasium, Tokyo Durata: ? - Spettatori: ? | JT Thunders        | 3 - 0 | Kawasaki Red Spirits     | 25-19, 25-17, 25-19        |
| 19 dicembre 2015 Tokyo Metropolitan Gymnasium, Tokyo Durata: ? - Spettatori: ? | FC Tokyo           | 3 - 0 | Ehime Daigaku            | 25-18, 25-14, 25-17        |
| 19 dicembre 2015 Tokyo Metropolitan Gymnasium, Tokyo Durata: ? - Spettatori: ? | JTEKT Stings       | 1 - 3 | Tōkai Daigaku            | 20-25, 22-25, 25-22, 18-25 |
| 19 dicembre 2015 Tokyo Metropolitan Gymnasium, Tokyo Durata: ? - Spettatori: ? | Sakai Blazers      | 3 - 0 | Oita Weisse Adler        | 25-14, 25-19, 25-21        |
| 19 dicembre 2015 Tokyo Metropolitan Gymnasium, Tokyo Durata: ? - Spettatori: ? | Toyoda Trefuerza   | 3 - 0 | Waseda Daigaku           | 25-15, 25-13, 25-17        |
| 19 dicembre 2015 Tokyo Metropolitan Gymnasium, Tokyo Durata: ? - Spettatori: ? | Panasonic Panthers | 3 - 0 | Fukuyama Heisei Daigaku  | 25-16, 25-18, 25-17        |
| 19 dicembre 2015 Tokyo Metropolitan Gymnasium, Tokyo Durata: ? - Spettatori: ? | Toray Arrows       | 3 - 1 | Higashi Fukuoka Jikyōkan | 25-17, 20-25, 25-21, 25-19 |
| 19 dicembre 2015 Tokyo Metropolitan Gymnasium, Tokyo Durata: ? - Spettatori: ? | Suntory Sunbirds   | 1 - 3 | Chūō Daigaku             | 25-21, 27-29, 23-25, 27-29 |

### Quarti di finale
| 20 dicembre 2015 Tokyo Metropolitan Gymnasium, Tokyo Durata: ? - Spettatori: ? | JT Thunders      | 3 - 0 | FC Tokyo           | 25-19, 25-21, 25-19        |
| 20 dicembre 2015 Tokyo Metropolitan Gymnasium, Tokyo Durata: ? - Spettatori: ? | Tōkai Daigaku    | 0 - 3 | Sakai Blazers      | 20-25, 22-25, 22-25        |
| 20 dicembre 2015 Tokyo Metropolitan Gymnasium, Tokyo Durata: ? - Spettatori: ? | Toyoda Trefuerza | 3 - 1 | Panasonic Panthers | 25-13, 25-11, 21-25, 25-19 |
| 20 dicembre 2015 Tokyo Metropolitan Gymnasium, Tokyo Durata: ? - Spettatori: ? | Toray Arrows     | 3 - 0 | Chūō Daigaku       | 25-22, 25-23, 25-21        |

### Semifinali
| 26 dicembre 2015 Ota City General Gymnasium, Tokyo Durata: 2h:19 - Spettatori: 1 800 | JT Thunders      | 3 - 2 | Sakai Blazers | 17-25, 20-25, 25-23, 25-22, 17-15 |
| 26 dicembre 2015 Ota City General Gymnasium, Tokyo Durata: 1h:56 - Spettatori: 1 550 | Toyoda Trefuerza | 3 - 1 | Toray Arrows  | 25-16, 19-25, 25-23, 25-20        |

### Finale
| 27 dicembre 2015 Ota City General Gymnasium, Tokyo Durata: 2h:02 - Spettatori: 2 200 | JT Thunders | 1 - 3 | Toyoda Trefuerza | 20-25, 22-25, 25-21, 21-25 |